# دلونگرا، نیو ساوت ولز
دلونگرا (به انگلیسی: Delungra) یک شهرک در استرالیا است که در نیو ساوت ولز واقع شده‌است.